# Diomedea exulans

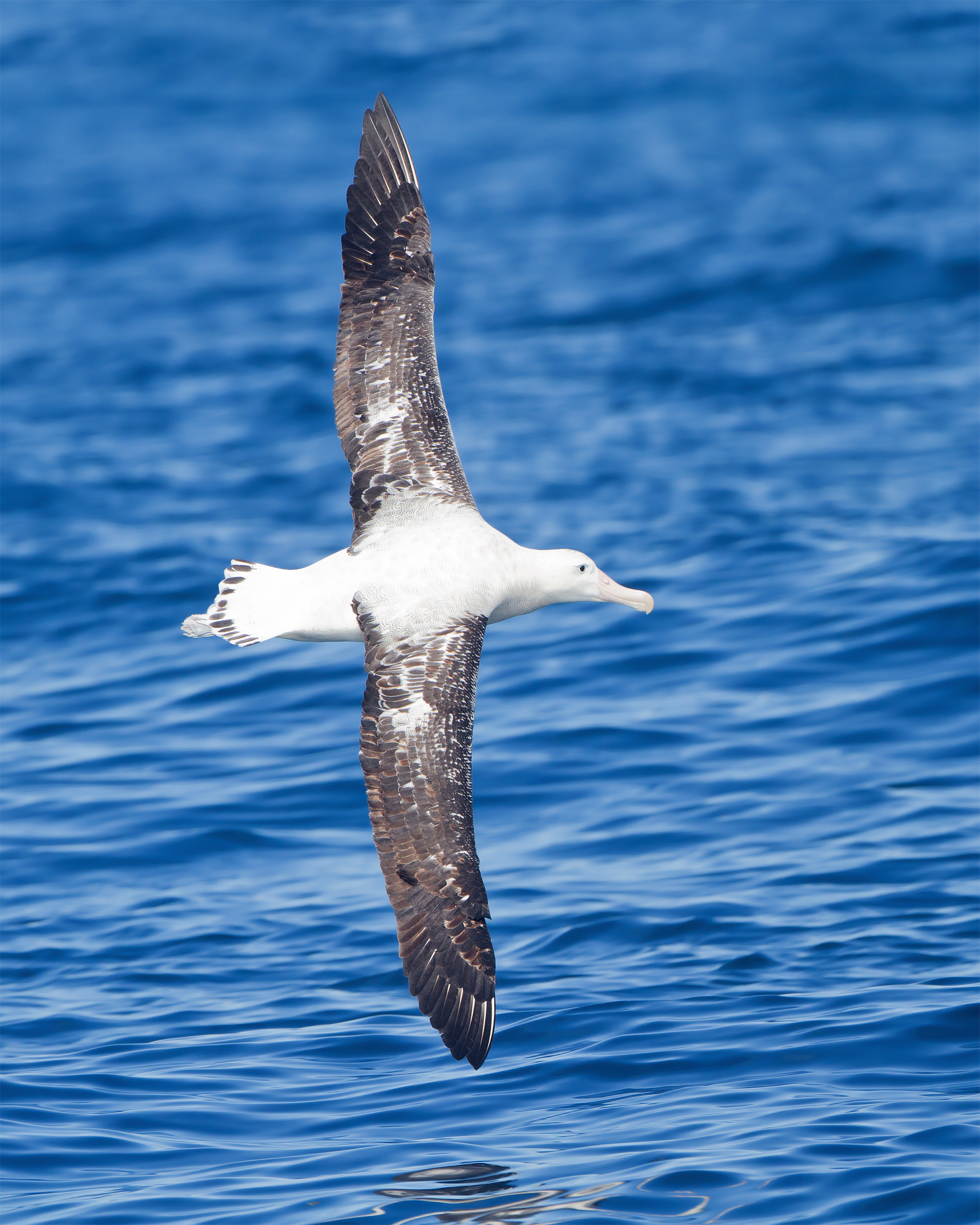
Albatros errante en vuelo.

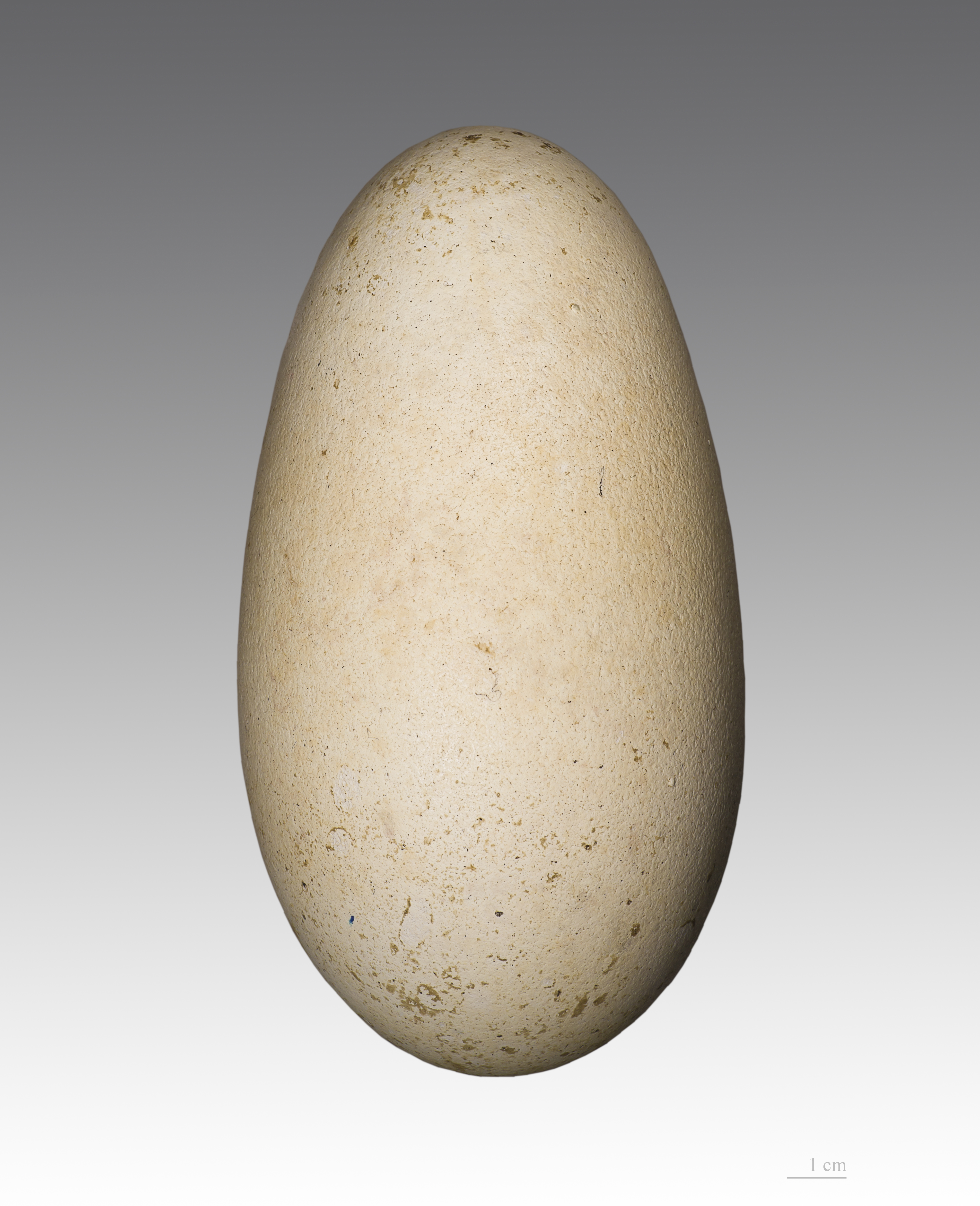
Huevo de Diomedea exulans - MHNT

El albatros errante (Diomedea exulans), también conocido como albatros viajero, es una especie de ave procelariforme de la familia Diomedeidae. Fue el primero de los albatros (Diomedeidae) en ser descrito y es el más extendido de los mismos. Pueden alcanzar una altura de 1,10 m, una longitud desde el pico a la cola de 140 cm, una envergadura alar de entre 2,7 y 3,5 m (la media en esta especie es de 3,1 m, y el máximo registrado ha sido de 3,63 m). Solo el pico mide 20 cm. Es el mayor de los albatros y el ave de mayor envergadura entre las aves voladoras hoy existentes, pudiendo recorrer cientos de kilómetros sin aletear.

## Taxonomía
Es una especie monotípica, aunque hasta hace poco tiempo se consideró que tenía como subespecies al albatros de Ámsterdam y al de las Antípodas.

## Distribución y hábitat
Habita en todos los océanos del hemisferio austral, en especial en las regiones subtropicales y subantárticas, aunque no es extraño verlo en el trópico de Capricornio, y en ocasiones aún más al norte. Prefiere pescar en alta mar, lejos de la tierra; su alimentación se basa en cefalópodos, peces y desperdicios de los barcos.

## Descripción
El plumaje de las alas es blanco en los machos adultos, con las plumas primarias negras; muestra grandes cubiertas alares moteadas de negro hacia los extremos, y con la edad la proporción de blanco aumenta. El pico es rosa pálido, con los orificios nasales ligeramente inclinados hacia arriba; las patas son palmeadas, y de color carne. La hembra es más pequeña, y tiene una corona de plumas color café. Los juveniles muestran plumaje más pardo y patas pardas. Se asemeja mucho al albatros real (D. epomophora).

## Comportamiento
Es monógamo de por vida; en el caso de que un miembro de la pareja muera, el otro no se reproducirá hasta formar una nueva pareja, lo que puede tardar varios años. Se reproduce bienalmente, alcanzando la madurez sexual alrededor de los 10 años de edad. Anida en las islas antárticas y subantárticas, donde construye el nido con plumas, musgo y excrementos en áreas separadas entre sí por más de 20 m. La hembra pone un único huevo blanquecino, que ambos padres empollan hasta su eclosión 80 días más tarde. Si el huevo se malogra o el pichón muere a los pocos días de nacido, es posible que regresen al año siguiente a anidar; si no, pasarán dos años hasta que lo hagan.
La tardía madurez y la puesta de sólo un huevo por nidada hace que la muerte de unos pocos individuos adultos tenga serias implicaciones a largo plazo en la supervivencia de las poblaciones. Ya existen pruebas de una disminución en algunas poblaciones de aves marinas como resultado directo de la pesca con palangre. La Convención para la Conservación de Recursos Vivos Marinos Antárticos (CCRVMA) adoptó medidas para su conservación, ya que estas aves eran arrastradas con facilidad por los espineles de los bacaladeros de profundidad al lanzarse sobre las sardinas que servían de carnada. Cientos de ellos mueren atrapados en estas pitas todos los años.

## Amenazas
Su reproducción no es muy frecuente y forman parejas que pueden permanecer juntas de por vida, por eso su muerte pone en peligro la especie. La presencia de mercurio en aves como los albatros (Diomedea exulans) muestra que aquellos individuos con mayor concentración sanguínea de mercurio tienen menos probabilidad de criar, y cuando lo hacen, sus huevos eclosionan con menor probabilidad, y en el caso de lograr eclosionar, los pollos tienen menor probabilidad de volar que los pollos engendrados por aquellos albatros que tienen una menor concentración de mercurio en sangre.